# Biserica Nașterea Sfântului Ioan Botezătorul din Siret
Biserica „Nașterea Sfântului Ioan Botezătorul” din Siret este o biserică ctitorită de domnitorul Ștefan Petriceicu (1672-1673; 1673-1674 și 1683-1684) în orașul Siret (județul Suceava). Ea se află situată în centrul orașului Siret, în Piața Republicii nr. 1 (anterior Aleea Trandafirilor nr. 1).
Biserica "Sf. Ioan Botezătorul" din Siret a fost inclusă pe Lista monumentelor istorice din județul Suceava din anul 2015, având codul de clasificare cod LMI SV-II-m-A-05641. 

## Istoric
Conform tradiției orale, între anii 1377 și 1380, domnița Margareta Mușat, mama voievodului Petru al II-lea Mușat, ar fi ctitorit în Siret o biserică romano-catolică cu hramul Nașterea Sfântului Ioan Botezătorul. Ea se convertise la catolicism și ar fi ctitorit biserica pentru a-i servi drept loc de veci. Aici a funcționat între 1371-1434 o episcopie catolică, cu o mănăstire dominicană aferentă. După unele opinii, clădirile mănăstirii au fost incendiate de populația ortodoxă, răzvrătită împotriva catolicismului în anul 1451 sau după alte opinii biserica a fost dărâmată la începutul secolului al XVI-lea din porunca domnitorului Bogdan al III-lea al Moldovei (1504-1517), prigonitorul catolicilor din Moldova.
Nu există însă documente sau mențiuni epigrafice care să ateste perioada construirii sale.  Totuși, cercetările arheologice efectuate aici în anul 1984 au scos la iveală ruinele unei biserici mai vechi, din lemn, pe temelie de piatră nelegată cu mortar, construită la sfârșitul secolului al XIV-lea. Cu acest prilej, în pronaosul acestei biserici a fost descoperit în iulie 1984 trupul unei domnițe îmbrăcate în haine scumpe, având un inel de aur cu rubin. Cavoul datează din secolul al XVII-lea. Mormântul a fost bine conservat, iar hainele și tot inventarul au fost găsite în bună stare. Acest cavou nu aparține însă Margaretei Mușat, de confesiune catolică, deși este sigur că a fost înmormântată la Siret.
După cum afirmă istoricul Nicolae Iorga, în perioada anilor 1672-1674, domnitorul Ștefan Petriceicu ar fi construit o biserică ortodoxă, cu același hram ca și cel al bisericii dominicanilor. Domnitorul moldovean a clădit în anul 1673 și Biserica Sfântul Onufrie din Mănăstioara-Siret, aflată în apropiere.
Până în jurul anului 1800 Biserica Nașterea Sfântului Ioan Botezătorul din Siret avea un cimitir în curte, acesta fiind mutat atunci în cartierul Ruși. Intrarea în curtea bisericii se făcea prin partea de est (actuala grădină publică), în dreapta și stânga aleii fiind morminte. Cimitirul se întindea mult și în partea de vest, unde este astăzi Piața Unirii. În jurul anului 1800 a fost demolat turnul-clopotniță (aflat în exteriorul bisericii), iar clopotele au fost așezate în interiorul bisericii.
Biserica a fost reparată în anul 1831 și apoi în 1893. Reparațiile din 1831 au dus la închiderea pridvorului deschis.
Terenul bisericii a fost restrâns din ce în ce mai mult. După mutarea cimitirului din curtea bisericii, în anul 1862 s-a nivelat terenul din jur și s-a amenajat aici Grădina publică aflată în partea de est. Terenul din fața bisericii a fost vândut primăriei, care a amenajat aici piața centrală a orașului. Parohul bisericii a intervenit la Cernăuți și la Viena pentru obținerea aprobării de îngrădire a puținului teren rămas. S-a construit un gard de scânduri, înlocuit apoi cu un grilaj de fier forjat pe soclu de piatră. La săparea șanțului au fost descoperite schelete omenești, care au fost puse în două sicrie mari și îngropate în cimitir, precum și două gropi comune cu câte 10 schelete, care proveneau probabil din timpul epidemiei de holeră din 1770.
Reparațiile din 1893 au fost mai complexe. S-a înlăturat zidul despărțitor dintre pronaos și naos, s-a acoperit edificiul cu învelitoare din tablă, s-au amplasat cruci noi pe turlă, s-a curățat pictura și s-a refăcut iconostasul. Meritul acestor reparații îi revine preotului paroh Constantin Sbiera, care a păstorit aici între anii 1888-1905, după care a fost transferat la Vatra Dornei.
Clădirea a suferit stricăciuni în timpul Primului Război Mondial, ea fiind reparată în 1926. Noi lucrări de reparații ale lăcașului de cult au avut loc apoi în anii '90 ai secolului al XX-lea. Între anii 1988-1993, cât s-au efectuat reparații și s-a repictat Biserica "Nașterea Sf. Ioan Botezătorul", slujbele religioase s-au săvârșit în fosta biserică evanghelică (luterană). În anul 1996, s-a format Parohia "Sf. Împărați Constantin și Elena" prin desprinderea din Parohia "Nașterea Sf. Ioan Botezătorul" din Siret. 
În curtea bisericii, pe latura de sud, se află bustul folcloristului și etnografului român Simeon Florea Marian (1847-1907), membru al Academiei Române, care a fost preot la Siret în perioada 1877-1883.
Printre preoții care au păstorit aici menționăm pe Gheorghe Piotrovschi (1811-1886) - paroh, Simeon Florea Marian (1847-1907) - preot (1877-1883), Constantin Sbiera - paroh (1888-1905), Constantin Gramatovici - paroh și primar al orașului în timpul ultimei ocupații rusești (1917-1918), Aurelian Tăutu (1874-1955) - paroh și protopop de Siret și Vasile Merlă - parohul actual.

## Arhitectura bisericii
Biserica Nașterea Sfântului Ioan Botezătorul din Siret a fost construită în stil muntean. Ea se aseamănă ca plan de Biserica Adormirea Maicii Domnului din Ițcanii Vechi (refăcută în secolul al XVII-lea) și de Biserica Aroneanu (ctitorită de Aron Vodă).

## Imagini

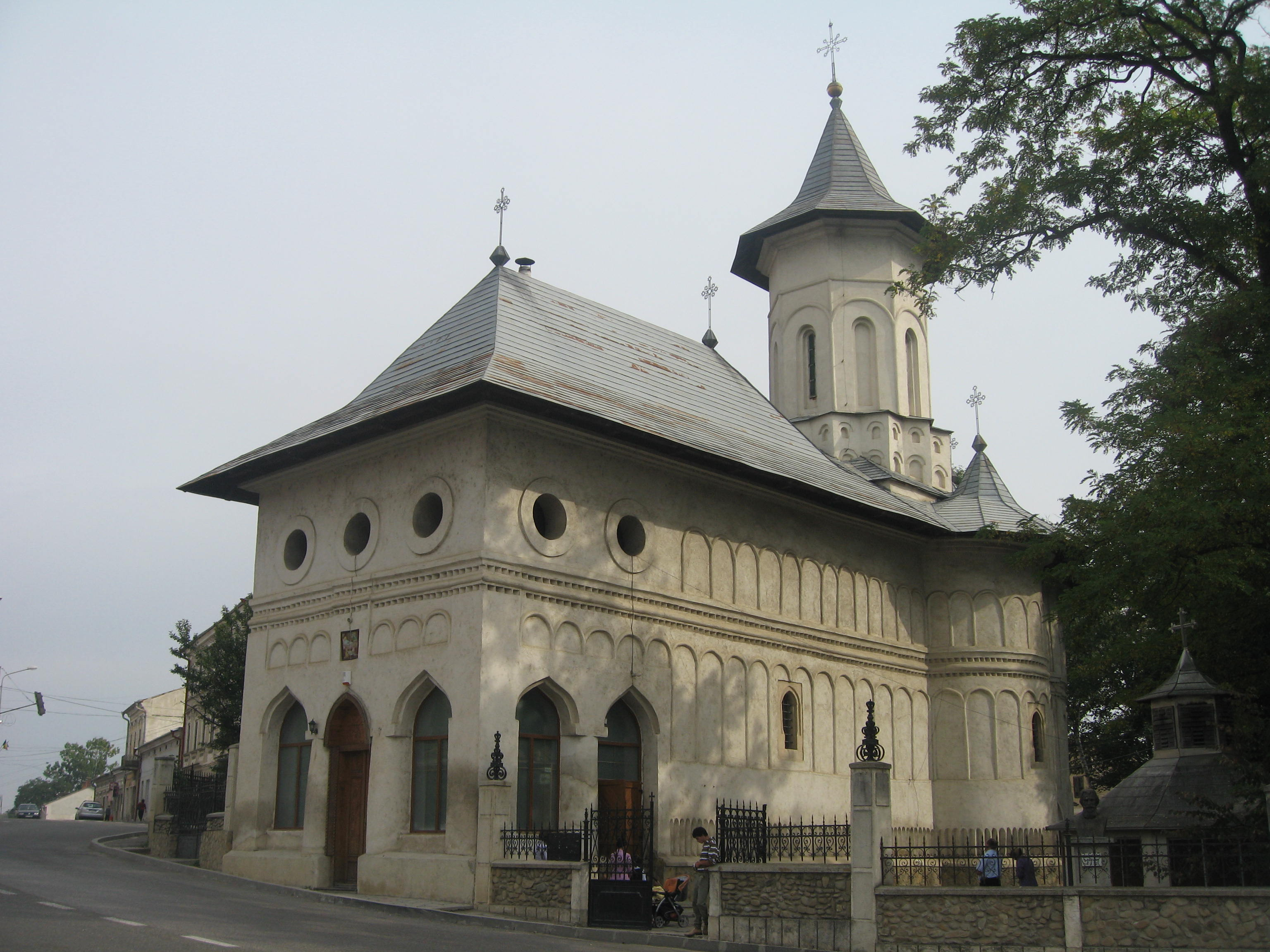
Biserica văzută de pe latura sudică
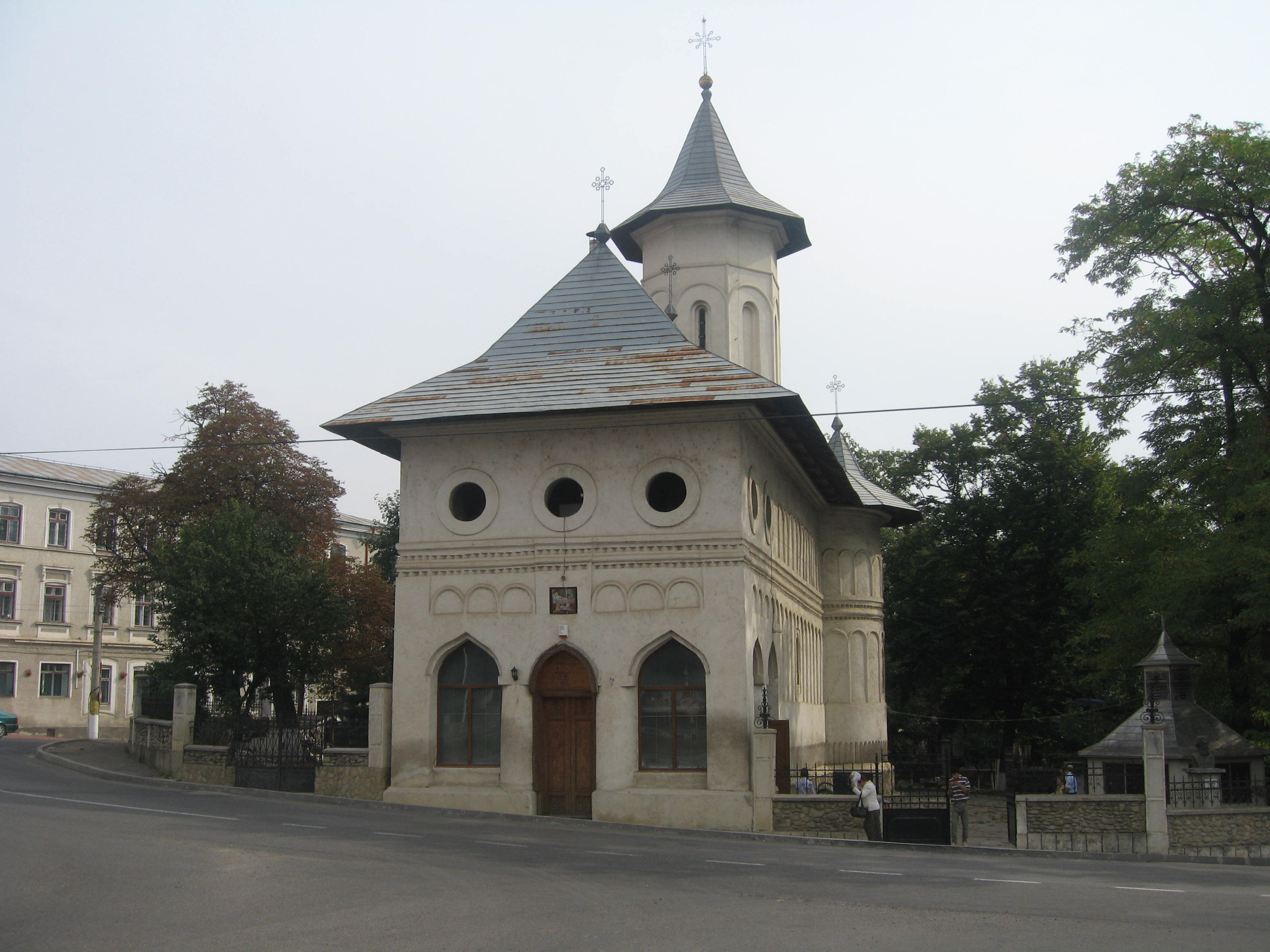
Biserica văzută de pe latura vestică
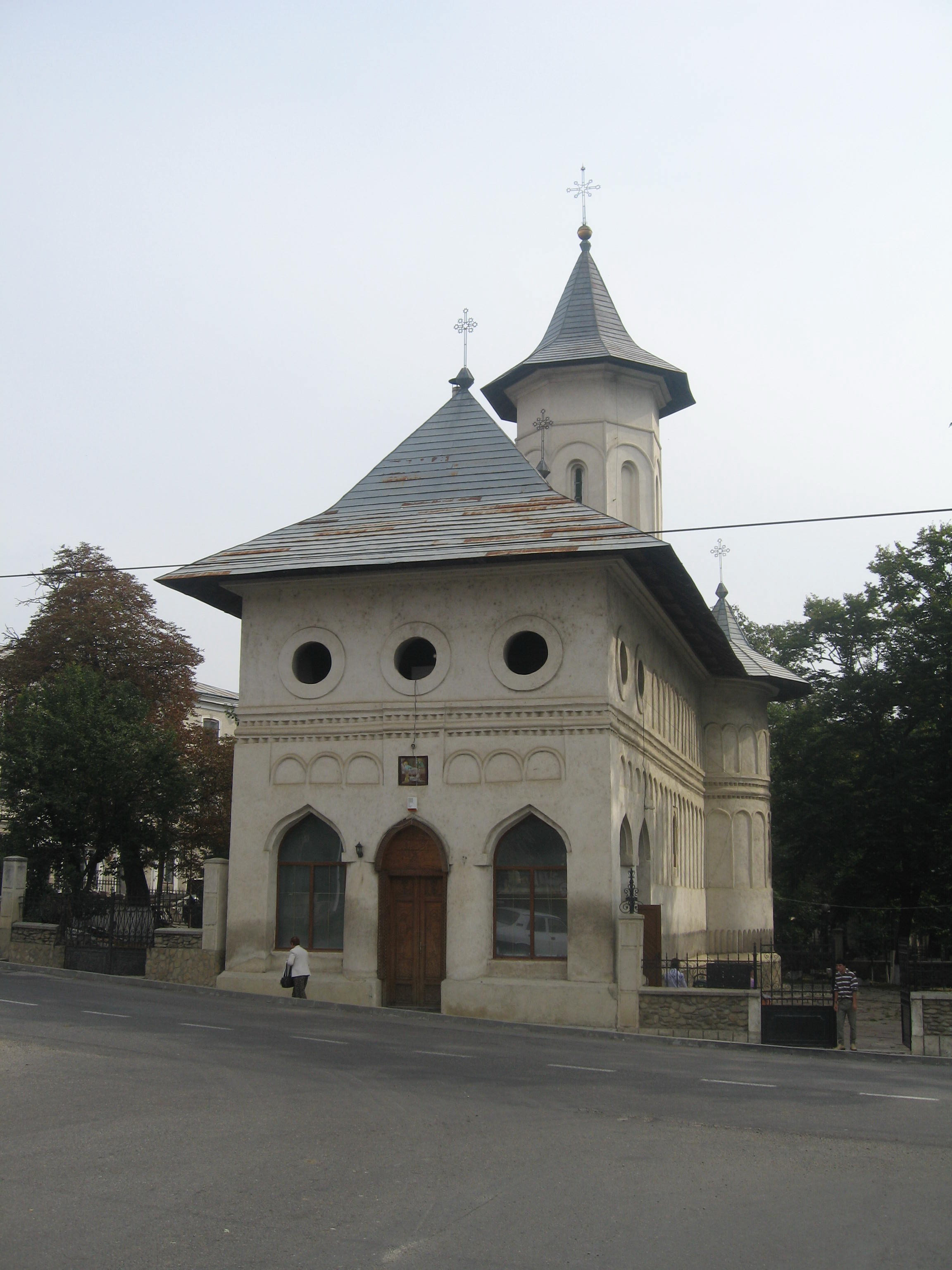
Biserica văzută de pe latura vestică
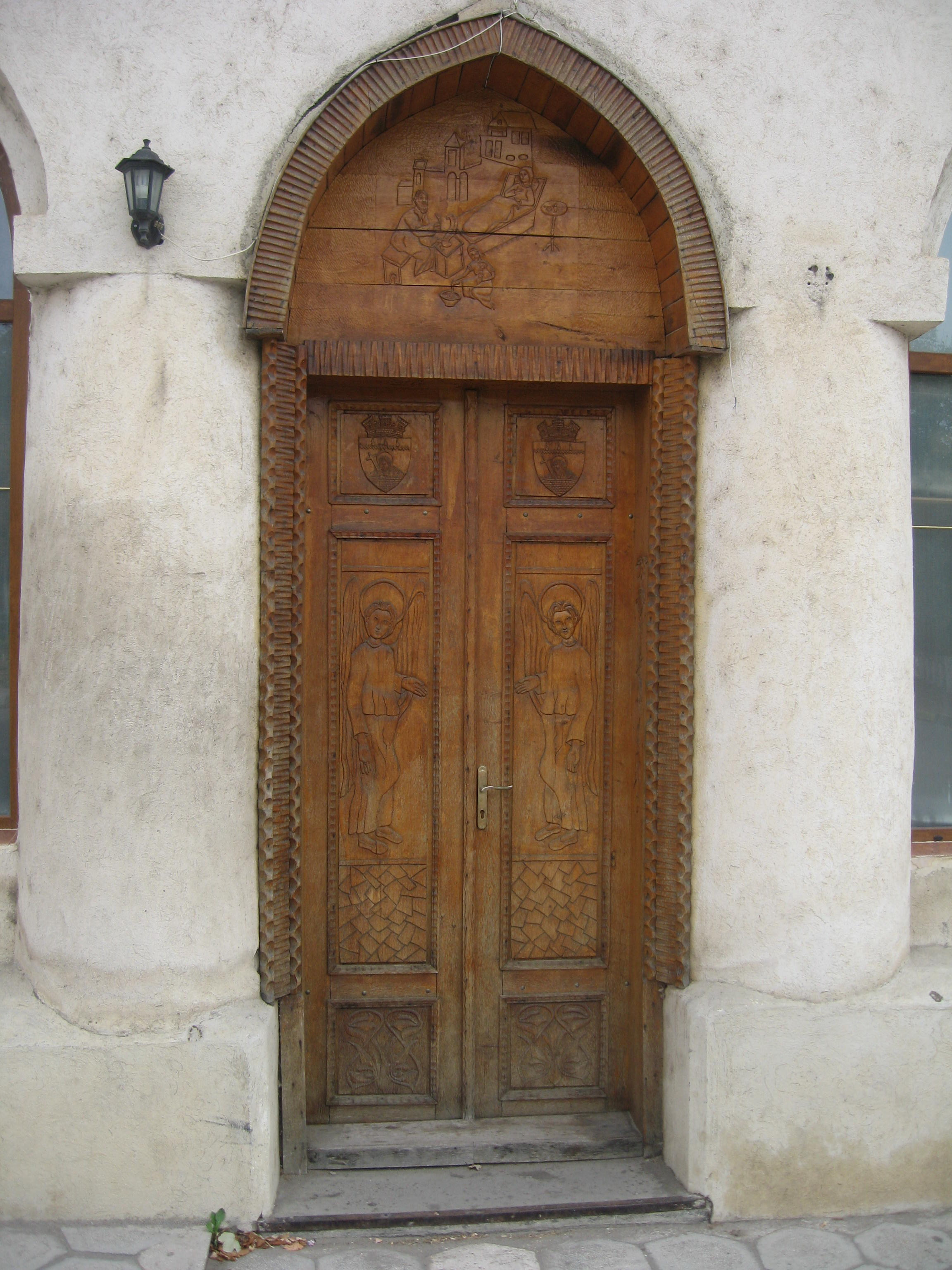
Uşa de intrare în biserică, de pe latura vestică
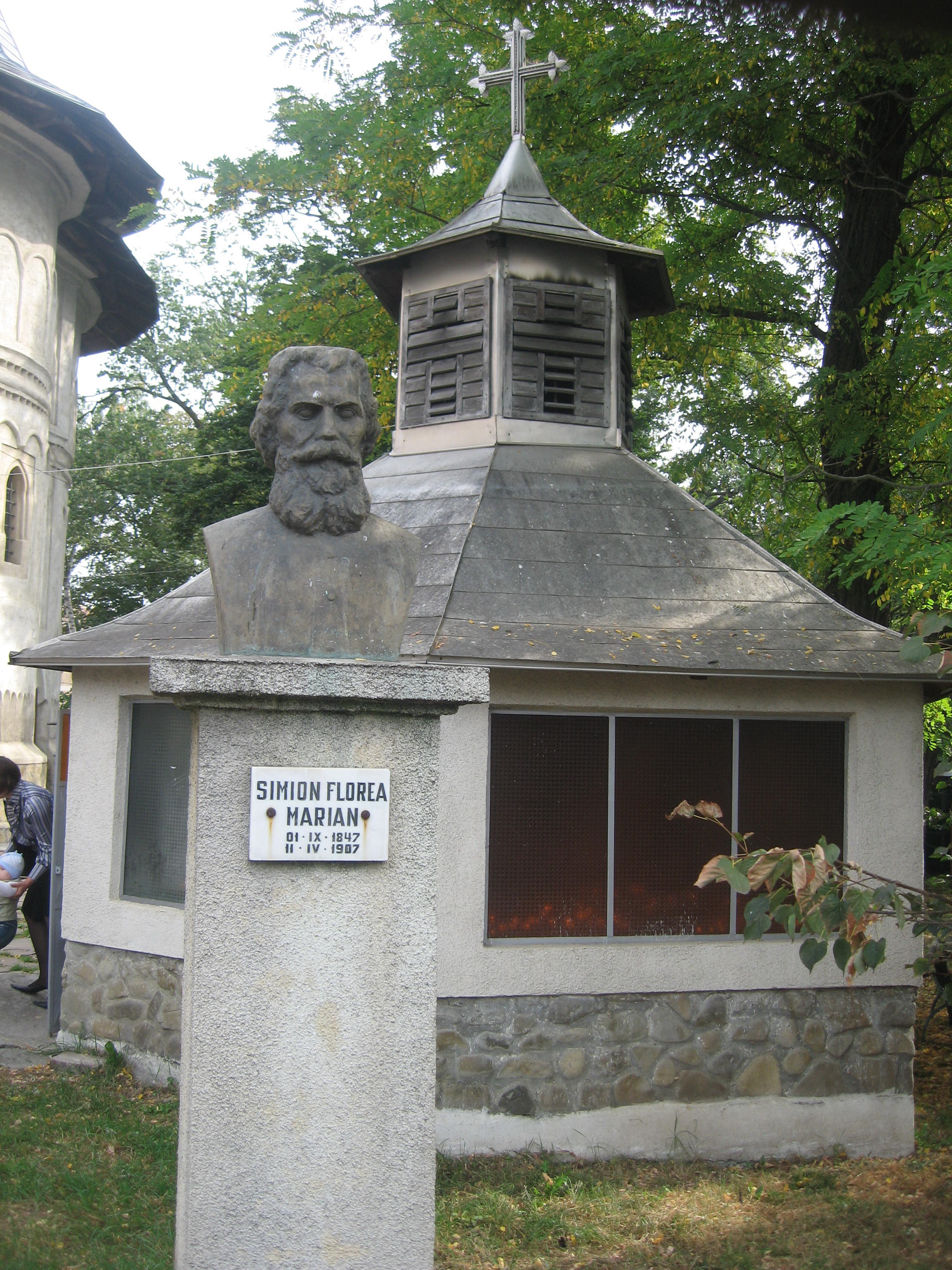
Bustul lui Simeon Florea Marian aflat în curtea bisericii